# Paolo Carta
Paolo Romano Carta (Roma, 18 de abril de 1964) es un músico, cantante, guitarrista, director musical y productor discográfico italiano.

## Biografía
Carta nació en Roma en 1964.
Se casó en primeras nupcias con Rebecca Galli, con quien tuvo tres hijos: Jader (n. 1995) futbolista y técnico musical; Jacopo (n. 1996) actor y Joseph (n. 2000) cantante con el nombre artístico de Holden (cantante) y también productor como su padre. En el año 2005, Carta comenzó una relación con Laura Pausini.
Desde 2005 es el guitarrista, en el 2009 paso hacer el director musical de las giras y productor, ademas de pareja de Laura con quien tiene una hija llamada Paola (n. 2013). La pareja contrajo matrimonio civil en Solarolo, el 22 de marzo de 2023.

## Trayectoria profesional
Ha colaborado con varios grandes de la canción italiana, incluidos Adriano Celentano, Eros Ramazzotti, Alexia, Fabio Concato, Riccardo Cocciante, Max Pezzali, Gianni Morandi. También ha colaborado con artistas internacionales como Whitney Houston, Manhattan Transfer, Lionel Richie y Gloria Gaynor.
Paolo comenzó su actuación pública alrededor de los 10 años, para la fiesta de fin de año del quinto grado y posteriormente estudió guitarra clásica durante ocho años. Muy abierto a todos los géneros musicales aunque su naturaleza sea principalmente rock. En el período 1986 - 1987 es guitarrista suplente del Banco del Mutuo Soccorso y forma parte de la formación oficial que graba el disco Il Banco presenta a Francesco Di Giacomo en 1989 y también gira con ellos.
En 1987-1988 colaboró en el disco de Adriano Celentano titulado Il re degli ignoranti, luego publicado en 1991, participó en el programa de televisión Fantastico 8 que condujo en ese período y en su gira por Rusia. Su carrera artística continúa en 1989 cuando comienza a colaborar como músico para varios personajes de la canción italiana entre ellos Luca Barbarossa en el álbum Al di là del muro en 1989, Eros Ramazzotti y Max Pezzali. En el año 1989 lanza su primer álbum Preguntas que contiene 10 temas inéditos. En los textos también encontramos a Bruno Lauzi. En 1990 participa en la gira promocional de Massimo Bizzarri. En 1992 participa en la gira de Luca Barbarossa donde Paolo se encarga de los arreglos del cual también se obtiene un directo titulado Vivo. De 1988 a 1996 participó como guitarrista en algunos temas musicales de los dibujos animados emitidos en las redes de Mediaset: en particular los temas de Los Pitufos Pitufos aquí y allá y Los Pitufos saben, temas de otros dibujos animados como Pelota en el centro de Rudy, Pippo y Menelao, Una clase de mocosos para Jo, Big, little Magoo, Che campeones Holly y Benji, Un videojuego para Kevin, D'Artacan, pero también para Bim Bum Bam y Ciao Ciao (de 1988-1989 a 1991 - 1992). Como guitarrista en 1989 también colaboró con Pinuccio Pirazzoli en la banda sonora de la segunda temporada de la serie de culto Fininvest Don Tonino con Andrea Roncato, Gigi Sammarchi y Manuel De Peppe bajo la dirección de Fosco Gasperi.
En 1995 comenzó su colaboración con Dhamm: produjo su primer disco en el sello italiano EMI y, más tarde, tocó con ellos y dirigió la orquesta en dos ediciones diferentes del Festival de Sanremo. Posteriormente emprende también una carrera como solista, pero luego decidirá que ser cantante no es su verdadera pasión, sino tocar y producir. En 1997, después de haber pasado las selecciones al ganar la primera noche de Sanremo Giovani 1996, se clasificó para el Festival de Sanremo de 1997 y participó en la categoría Nuevas Propuestas con la canción Non si mai dire... mai.
Simultáneamente a su participación en Sanremo en febrero lanzó su segundo álbum titulado Paolo Carta que, además de contener Non si can dire mai... mai, contiene 10 temas inéditos. En 1999 fue guitarrista oficial de la orquesta del programa C'era un uomo de Gianni Morandi y luego nuevamente en 1999 se fue de gira con Fabio Concato, luego siguió colaborando con Mediaset en el arreglo del single de los programas producido por RTI. En 2000 volvió al lado de Gianni Morandi para el Tour Come fa bene amore, mientras que desde abril de 2001 es el guitarrista de la gira Stilelibero de Eros Ramazzotti. A partir de 2005 hasta la fecha, inicia su sociedad artística con Laura Pausini. Participando como guitarrista en sus conciertos y como director musical. Desde 2008 participa en la producción y arreglos de los discos y canciones de Pausini. El 21 de febrero de 2009, Marco Carta, ganó el 59° Festival de San Remo con la canción "La forza mia" escrita por Paolo Carta, con el 57,62% de los votos. Canción que escribió como dedicatoria a su pareja Laura Pausini.

## Discografía

### Álbum de estudio
- 1989 - Domande ( Teen Five Récords )
- 1997 - Paolo Carta (5099748721822, Sony Music Entertainment )

### Singles
- 1997 - Impar si puedo decir nunca ... más/Non siamo normali ( EPC6642271, Sony Music Entertainment )
- 1997 - Un pensiero che impar si puó bailare/Un pensiero che impar si puó bailar ( Instrumental ) ( Sony Music Entertainment )

### Producciones
- 1994 - Dhamm de Dhamm
- 1996 - Tra cielo y tierra de Dhamm
- 1997 - Disorient express de Dhamm
- 1997 - Paolo Carta ( Sony Music Entertainment )
- 2009 - La fuerza de Marco Carta
- 2010 - Il cuore muove de Marco Carta

### Colaboraciones
Con varios artistas
- 1987 - La pubblica ottusita de Adriano Celentano
- 1987 - Veneri de Mario Castelnuovo
- 1988 - Sul nido del cuculo de Mario Castelnuovo
- 1988 - Por paura o por amore de Mariella Nava
- 1988 - Impar tutti gli uomini de Lucca Barbarossa
- 1989 - Il giorno y la notte de Mariella Nava
- 1989 - Punti di vista de Loretta Goggi
- 1989 - Leali de Fausto Leali
- 1989 - Al di lá del muro de Lucca Barbarossa
- 1989 - Il Banco presenta Francesco Di Giacomo del Banco del Mutuo Soccorso
- 1989 - Totò de Franco Simone
- 1991 - Il re degli ignoranti de Adriano Celentano
- 1992 - Lacrime de Mia Martini
- 1992 - Mendicant y otro storie de Mariella Nava
- 1992 - El incantautore de Mimmo Cavallo
- 1993 - Lochness de Mina
- 1993 - Ciao paese de Marco Carena
- 1993 - Vive de Lucca Barbarossa
- 1993 - Evento y mutamenti de Riccardo Cocciante
- 1994 - Un uomo felice de Riccardo Cocciante
- 1994 - Dhamm de Dhamm
- 1994 - Scomporre y ricomporre de Fabio Concato
- 1994 - Le cus da salvés de Lucca Barbarossa
- 1994 - Canarino mannaro de Mina
- 1998 - 30 Volte Morandi de Gianni Morandi
- 1999 - Fabio Concato de Fabio Concato
- 2000 - Stile Libero DVD de Eros Ramazzotti
- 2004 - Gli occhi grandi della Luna de Alexia
- 2009 - La forza mia de Marco Carta
- 2010 - Il cuore muove de Marco Carta

Con Laura Pausini
- 2006 - Io canto / Yo canto
- 2008 - Primavera in anticipo / Primavera anticipada
- 2011 - Inédito
- 2013 - 20 - Grandes éxitos
- 2015 - Simili / Similares
- 2018 - Fatti sentire / Hazte sentir
- 2018 -  Anime Parallele / Almas Paralelas

### Autor
Música
- 2008 - En cambio no - Primavera anticipada
- 2008 - La geografía de mi camino - Primavera anticipada
- 2008 - Cada color al cielo - Primavera anticipada
- 2008 - Un tiempo en el que vivir - iTunes Bonus Primavera anticipada
- 2009 - Resto con em - La forza mia
- 2010 - Il cuore muove - Il cuore muove
- 2010 - Come pioggia de estas - Il cuore muove
- 2011 - Bienvenido - Inédito
- 2011 - Jamás abandoné - Inédito
- 2011 - Nel primo sguardo - Inédito
- 2011 - Quién lo sabrá - Inédito
- 2013 - Se non te -  20 - Grandes éxitos
- 2015 - Pregúntale al cielo - Similares
- 2015 - Nuestro amor de cada día - Similares
- 2015 - Yo estuve (+ amor x favor) - Similares
- 2015 - Es la música - Similares
- 2018 - Está Allá- Hazte sentir
- 2018 - No River is Wilder - Hazte sentir
- 2018 - Fantástico (Haz lo que eres) - Hazte sentir
- 2018 - Algo que te debo - Hazte sentir

Música y texto
- 2009 - La forza mia - La forza mia
- 2009 - Un giorno perfetto - La forza mia
- 2009 - Grazie a et - La forza mia

## Filmografía
- Laura Pausini - Un Placer Conocerte (Película: Documental musical) - 2022

## Premios

### Premios Grammy Latinos
| Año  | Trabajo nominado                     | Categoría                                               | Resultado |
| ---- | ------------------------------------ | ------------------------------------------------------- | --------- |
| 2018 | Álbum Hazte sentir de Laura Pausini. | Mejor productor e ingeniera mixta, músico y compositor. | Ganador   |